# Вуд (округ, Огайо)
Округ Вуд (англ. Wood County) располагается в штате Огайо, США. Официально образован 1 апреля 1820 года. По состоянию на 2010 год, численность населения составляла 125 488 человека.

## География
По данным Бюро переписи США, общая площадь округа равняется 1 607,071 км2, из которых 1 598,550 км2 суша и 3,290 км2 или 0,530 % это водоёмы.

## Население
По данным переписи населения 2000 года в округе проживает 121 065 жителей в составе 45 172 домашних хозяйств и 29 678 семей. Плотность населения составляет 76,00 человек на км2. На территории округа насчитывается 47 468 жилых строений, при плотности застройки около 30,00-ти строений на км2. Расовый состав населения: белые — 94,83 %, афроамериканцы — 1,27 %, коренные американцы (индейцы) — 0,23 %, азиаты — 1,03 %, гавайцы — 0,01 %, представители других рас — 1,45 %, представители двух или более рас — 1,18 %. Испаноязычные составляли 3,33 % населения независимо от расы.
В составе 32,00 % из общего числа домашних хозяйств проживают дети в возрасте до 18 лет, 53,90 % домашних хозяйств представляют собой супружеские пары проживающие вместе, 8,50 % домашних хозяйств представляют собой одиноких женщин без супруга, 34,30 % домашних хозяйств не имеют отношения к семьям, 25,80 % домашних хозяйств состоят из одного человека, 9,10 % домашних хозяйств состоят из престарелых (65 лет и старше), проживающих в одиночестве. Средний размер домашнего хозяйства составляет 2,51 человека, и средний размер семьи 3,04 человека.
Возрастной состав округа: 23,70 % моложе 18 лет, 17,20 % от 18 до 24, 26,80 % от 25 до 44, 21,30 % от 45 до 64 и 21,30 % от 65 и старше. Средний возраст жителя округа 33 лет. На каждые 100 женщин приходится 93,80 мужчин. На каждые 100 женщин старше 18 лет приходится 91,10 мужчин.
Средний доход на домохозяйство в округе составлял 44 442 USD, на семью — 56 468 USD. Среднестатистический заработок мужчины был 40 419 USD против 26 640 USD для женщины. Доход на душу населения составлял 21 284 USD. Около 4,70 % семей и 9,60 % общего населения находились ниже черты бедности, в том числе — 7,40 % молодежи (тех, кому ещё не исполнилось 18 лет) и 5,80 % тех, кому было уже больше 65 лет.